# Alliance for Open Media
L'Alliance for Open Media (AOMedia), o Aliança per a Mitjans de comunicació Oberts, és una organització sense ànim de lucre, el primer projecte del qual és el desenvolupament d'un nou còdec de vídeo obert i un format successor de VP9 i una alternativa lliure de royalties per HEVC. Els membres de fundació són Amazon, Cisco, Google, Intel Corporation, Microsoft, Mozilla, i Netflix. L'objectiu de col·laboració per al futur d'aquesta fundació és "evitar més batalles de patents i llicències que han estat un gran obstacle per a la innovació. El projecte donarà a conèixer nous còdecs de vídeo com a programari lliure sota la Llicència d'apatxe 2.0 i utilitzarà elements de Daala, Thor i VP10.